# Somlószőlős
Somlószőlős es un pueblo ubicado en el distrito de Devecser, en el condado de Veszprém, Hungría.

## Superficie
Posee una superficie de 19,46 kilómetros cuadrados.

## Demografía
Hasta 2019 la población era de 662 habitantes, con una densidad de población de 34,02 habitantes por kilómetro cuadrado.